# Jacques Schuffenecker
Pour les articles homonymes, voir Schuffenecker.
Jacques Schuffenecker est un artiste peintre et dessinateur français né le 21 novembre 1941 à Paris et mort le 7 mai 1996 dans le 12e arrondissement de Paris.

## Biographie
Petit-fils du peintre Émile Schuffenecker (1851-1934), Jacques Schuffenecker est, à l'École nationale supérieure des beaux-arts de Paris, élève de Roger Chapelain-Midy et d'Yves Brayer, le second l'ayant, dit-on, davantage influencé. Il a obtenu une mention au Prix Eugène-Carrière.

## Réception critique
- « Il pratique un réalisme teinté de postcubisme. Il aime à traiter le thème des jeunes artistes en discussion dans l'atelier commun, notamment celui de ses maîtres à l'École des beaux-arts » Dictionnaire Bénézit[1].